# Marie himmelsfärdskatedralen, Vladimir
Marie Himmelsfärdskatedralen (ryska: Собор Успения Пресвятой Богородицы/Sobor Uspenija Presvjatoj Bogoroditsyj) eller Uspenskijkatedralen (Успенский собор/Uspenskij sobor) är en rysk-ortodox katedral belägen i Vladimir, Ryssland. Den var moderkyrka i det medeltida Ryssland under 1200- och 1300-talen. Den är en del av världsarvet Vita monument i Vladimir och Suzdal.
Katedralen är tillägnad Guds moders avsomnande (Jungfru Maria).

## Historia
Katedralen byggdes på uppdrag av Andrej Bogoljubskij 1158-1160 och utvidgades 1185-1189 för att återspegla den ökade prestige som staden fått. Kyrkan blev nu Rysslands största, vilket den förblev fram till 1500-talet. Kyrkan överlevde den stora förstörelsen och branden i Vladimir 1239, då mongolerna härjade i staden.

## Arkitektur
Katedralens ytterväggar är täckta med konstfulla träsniderier. Inne i katedralen finns magnifika fresker utförda av den medeltida mästaren Andrej Rubljov.

## Bilder

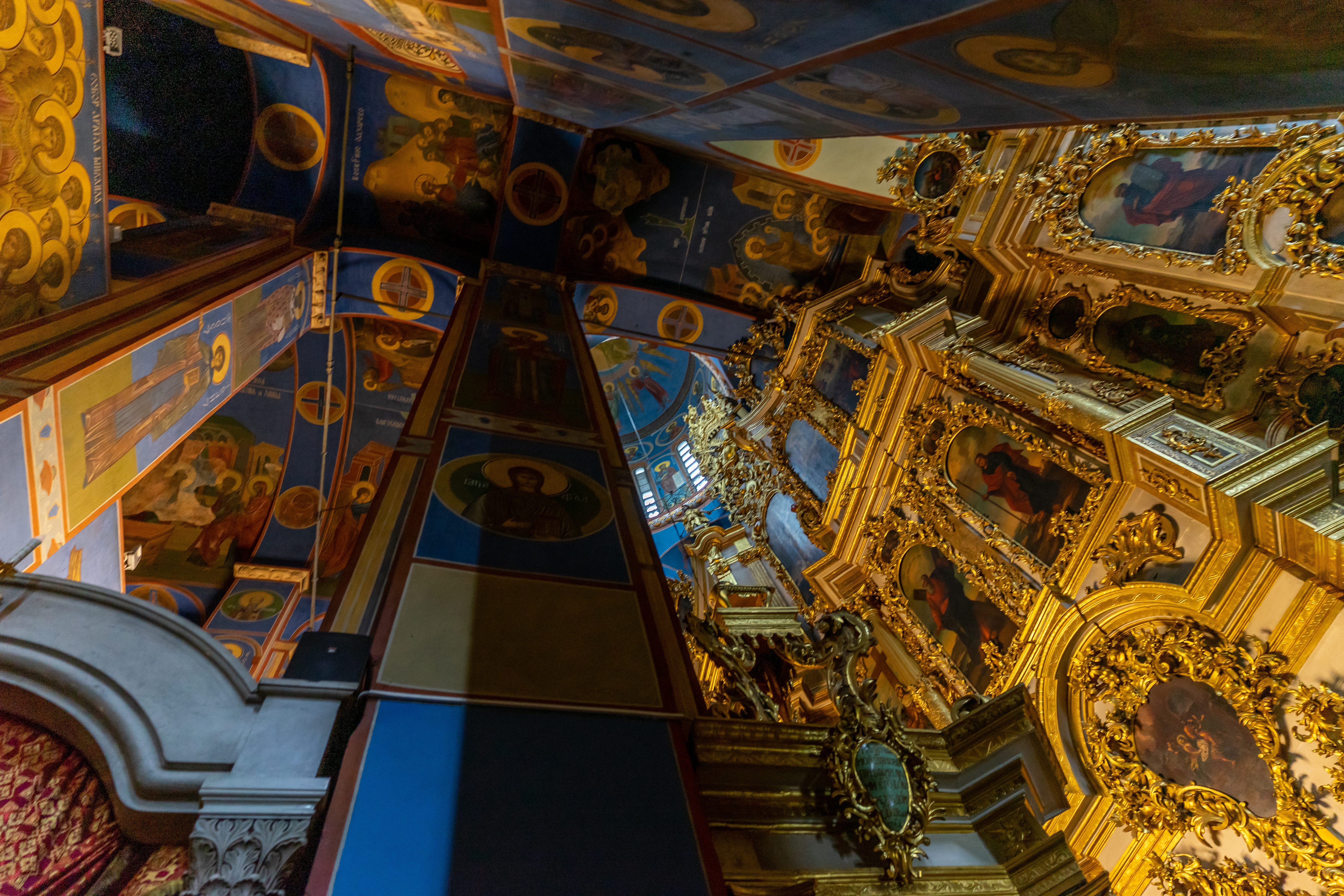
Katedralens interiör.
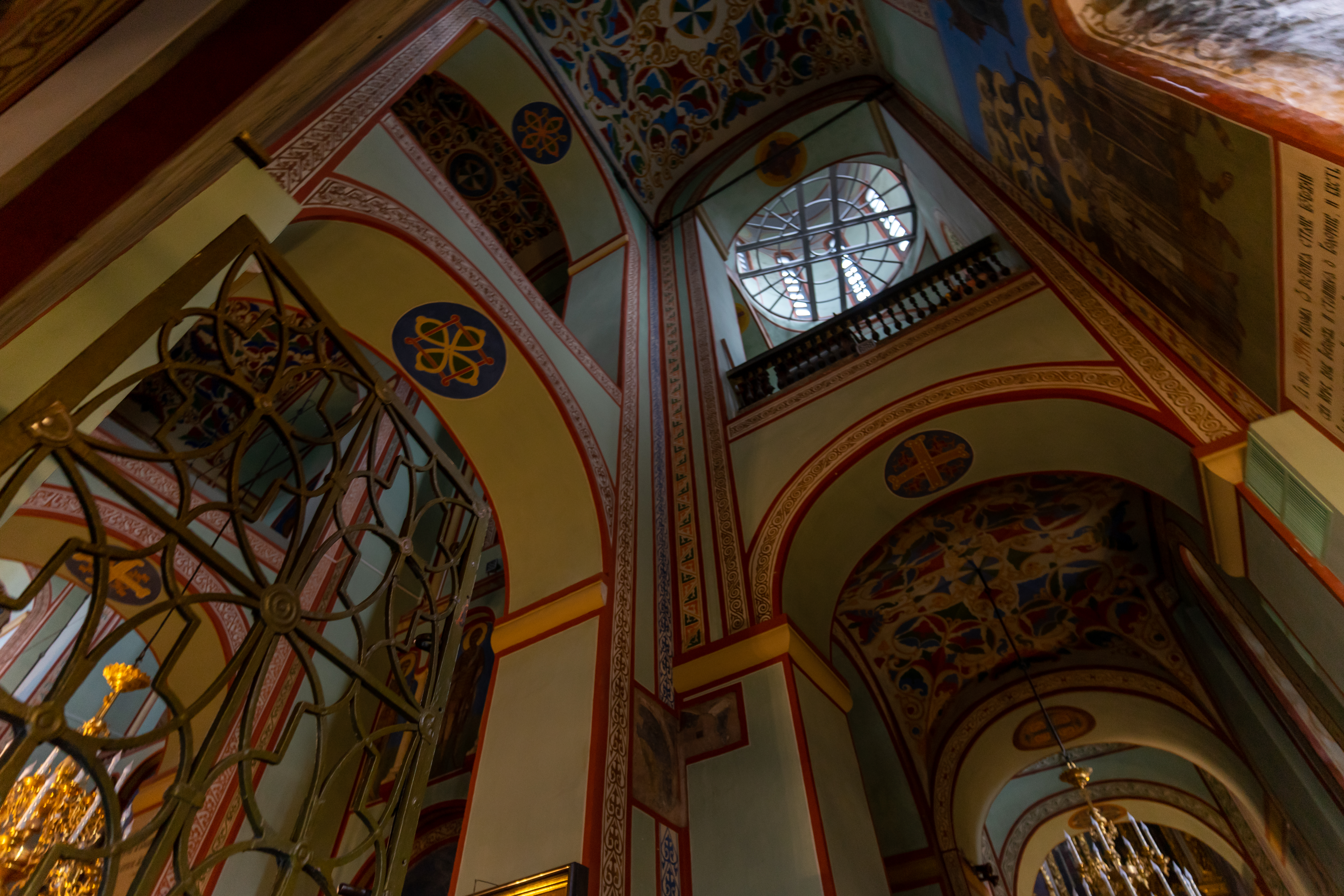
Interiör.
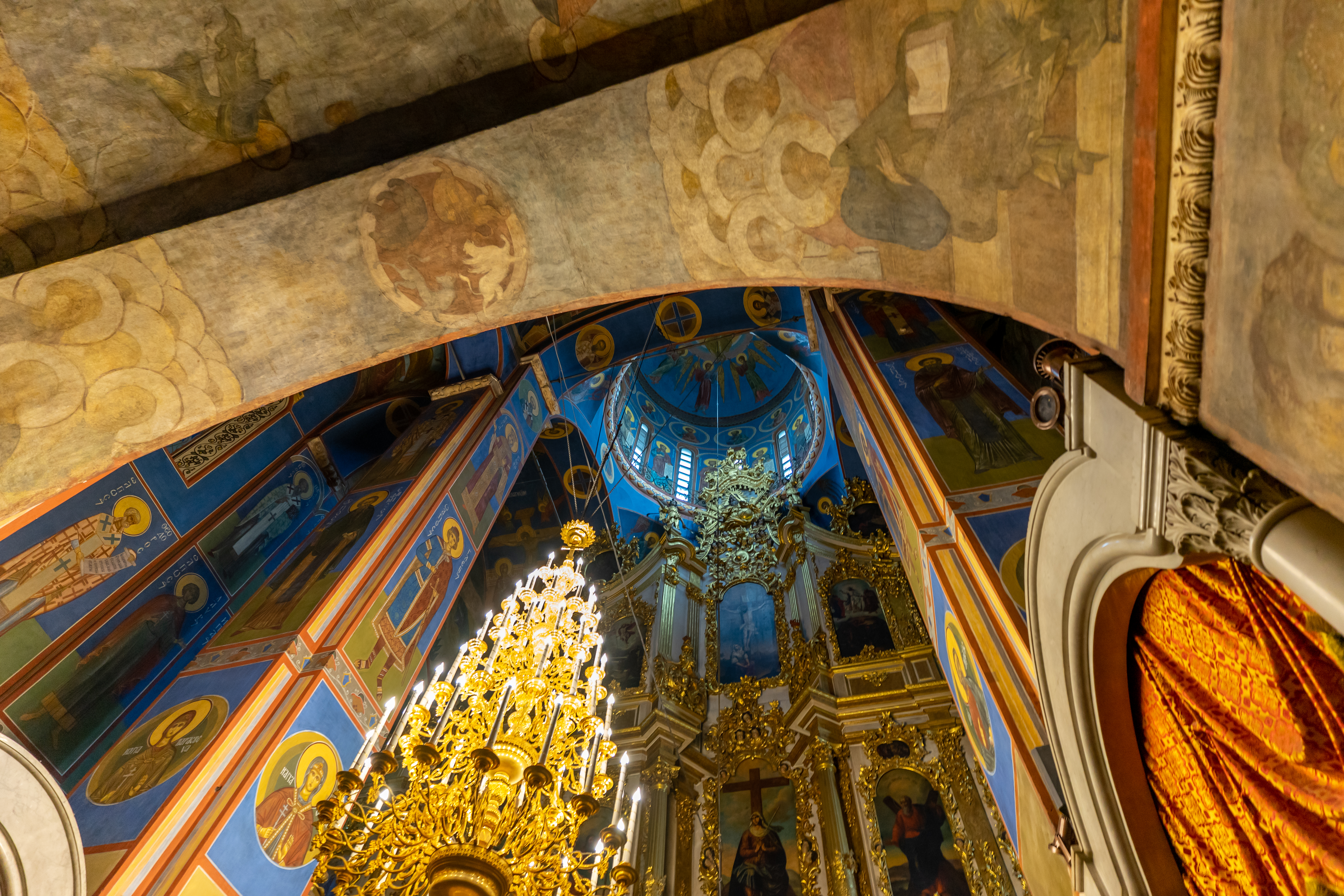
Interiör.